# Qalib Əliyev
Qalib Rəhim oğlu Əliyev (ur. 17 lipca 1992) – azerski zapaśnik walczący w stylu wolnym. Zajął dziesiąte miejsce na mistrzostwach Europy w 2014. Wojskowy mistrz świata w 2017. Siódmy w Pucharze Świata w 2013 roku.